# Европско првенство у фудбалу 2004.
Европско првенство у фудбалу 2004. је било 12. по реду европско фудбалско првенство за мушкарце, које је одржано од 12. јуна до 4. јула у Португалу. Укупно тридесет један меч је одигран на десет стадиона у осам градова — Авеиро, Брага, Коимбра, Гимараис, Фаро, Леирија, Лисабон и Порто. Први пут је првенство одржано у градовима на обали Атлантског океана.
Титулу европског првака је по први пут понела репрезентација Грчке, која је, након проласка групе, са три пута по 1:0 победила Француску, Чешку и у финалу домаћина Португалију. Победнички гол у финалу првенства је постигао Ангелос Харистеас у 57. минуту. Ово је био први тријумф једне од земаља са Балканског полуострва.
Најбољим играчем првенства проглашен је Грк Теодорос Загоракис, док је најбољи стрелац био Чех Милан Барош са 5 постигнутих голова.

## Стадиони
Стадион светлости отворен је 2003. на месту старог стадиона. Стадион је домаћи терен ФК Бенфика, а капацитет стадиона је 65.647 седећих места.
Бенфикини навијачи га зову Катедрала (порт. A Catedral). Стари стадион је добио име у част Цркве Госпе од светлости (порт. Igreja de Nossa Senhora da Luz) и људи су га звали a Luz („Светлост“). Ово је стадион највише четврте категорије УЕФА и спада међу 25 стадиона са највећим капацитетом у Европи. Често га користи и фудбалска репрезентација Португалије.
Стадион Драгао је фудбалски стадион у Порту, домаћи терен ФК Порто, а капацитет стадиона је 50.399 седећих места.
| АвеироБрагаКоимбраФароГимараисЛеиријаЛисабонПорто | Лисабон                  | Лисабон                 | Порто                   |
| АвеироБрагаКоимбраФароГимараисЛеиријаЛисабонПорто | Стадион светлости        | Стадион Жозе Алваладе   | Стадион Драгао          |
| АвеироБрагаКоимбраФароГимараисЛеиријаЛисабонПорто | Капацитет: 65.000        | Капацитет: 52.000       | Капацитет: 52.000       |
| АвеироБрагаКоимбраФароГимараисЛеиријаЛисабонПорто | Стадион светлости        | Стадион Жозе Алваладе   | Стадион Драгао          |
| АвеироБрагаКоимбраФароГимараисЛеиријаЛисабонПорто | Авеиро                   | Коимбра                 | Брага                   |
| АвеироБрагаКоимбраФароГимараисЛеиријаЛисабонПорто | Општински стадион Авеиро | Градски стадион Коимбра | Општински стадион Брага |
| АвеироБрагаКоимбраФароГимараисЛеиријаЛисабонПорто | Капацитет: 30.000        | Капацитет: 30.000       | Капацитет: 30.000       |
| АвеироБрагаКоимбраФароГимараисЛеиријаЛисабонПорто | Општински стадион Авеиро | Градски стадион Коимбра | Општински стадион Брага |
| Гимараис                                          | Фаро                     | Порто                   | Леирија                 |
| Стадион Д. Афонсо Енрикес                         | Стадион Алгарве          | Стадион XXI век Беса    | Стадион Магаљенс Песоа  |
| Капацитет: 30.000                                 | Капацитет: 30.000        | Капацитет: 30.000       | Капацитет: 30.000       |
| Општински стадион Гимараис                        | Стадион Алгарве          | Стадион XXI век Беса    | Стадион Магаљенс Песоа  |

## Квалификације
Квалификационе утакмице су се одржавале од септембра 2002. до новембра 2003. Педесет тимова је подељено у десет група по 5, у којој је свако играо са сваким (једну утакмицу код куће, једну у гостима). Први из сваке групе ишао је даље, други из групе су играли опет две утакмице, из којих се издвојило још 5 тимова, да се добије њих 15 (с државом домаћином 16) за првенство.

### Квалификоване репрезентације
10 од 16 земаља које су се квалификовале за првенство 2000. године, квалификовале су се и за првенство 2004. године.
Летонија је наступила по први пут на Европском првенству. Бугарска, Хрватска, Русија и Швајцарска су се квалификовале након што су прескочиле првенство 2000. године, док се Грчка квалификовала по први пут после 1980. године.
| Репрезентација | Квалификована као | Датум пласмана на ЕП | Претходни наступи12                                     |
| -------------- | ----------------- | -------------------- | ------------------------------------------------------- |
| Португал       | домаћин           | 13. октобар 1999.    | 3 (1984, 1996, 2000)                                    |
| Француска      | победник групе 1  | 10. септембар 2003.  | 5 (1960, 1984, 1992, 1996, 2000)                        |
| Чешка          | победник групе 3  | 10. септембар 2003.  | 5 (19603, 19763, 19803, 1996, 2000)                     |
| Шведска        | победник групе 4  | 10. септембар 2003.  | 2 (1992, 2000)                                          |
| Бугарска       | победник групе 8  | 10. септембар 2003.  | 1 (1996)                                                |
| Данска         | победник групе 2  | 11. октобар 2003.    | 6 (1964, 1984, 1988, 1992, 1996, 2000)                  |
| Немачка        | победник групе 5  | 11. октобар 2003.    | 8 (19724, 19764, 19804, 19844, 19884, 1992, 1996, 2000) |
| Грчка          | победник групе 6  | 11. октобар 2003.    | 1 (1980)                                                |
| Енглеска       | победник групе 7  | 11. октобар 2003.    | 6 (1968, 1980, 1988, 1992, 1996, 2000)                  |
| Италија        | победник групе 9  | 11. октобар 2003.    | 5 (1968, 1980, 1988, 1996, 2000)                        |
| Швајцарска     | победник групе 10 | 11. октобар 2003.    | 1 (1996)                                                |
| Хрватска       | победник плеј офа | 19. новембар 2003.   | 1 (1996)                                                |
| Летонија       | победник плеј офа | 19. новембар 2003.   | 0 (дебитант)                                            |
| Холандија      | победник плеј офа | 19. новембар 2003.   | 6 (1976, 1980, 1988, 1992, 1996, 2000)                  |
| Шпанија        | победник плеј офа | 19. новембар 2003.   | 6 (1964, 1980, 1984, 1988, 1996, 2000)                  |
| Русија         | победник плеј офа | 19. новембар 2003.   | 7 (19605, 19645, 19685, 19725, 19885, 19926, 1996)      |

Напомене:
1Подебљане су године освајања титуле
2Искошене су године домаћинства
3 као Чехословачка
4 као Западна Немачка
5 као Совјетски Савез
6 као Заједница независних држава

## Жреб
Жреб за завршни турнир је одржан 30. новембра 2003. у Pavilhão Atlântico у Лисабону.
Шеснаест екипа је разврстано у четири шешира (групе) према Уефином коефицијенту националних тимова, тако да свака група првенства има по једну екипу из сваког шешира. Као домаћин, Португал је аутоматски смештен у групу А.
| Шешир 1                                  | Шешир 2                                  | Шешир 3                                  | Шешир 4                                    |
| ---------------------------------------- | ---------------------------------------- | ---------------------------------------- | ------------------------------------------ |
| - Португал - Француска - Шведска - Чешка | - Италија - Шпанија - Енглеска - Немачка | - Холандија - Хрватска - Русија - Данска | - Бугарска - Швајцарска - Грчка - Летонија |

## Судије
Уефа је 4. децембра 2003. објавила имена дванаест судија на Европском првенству 2004.
| Држава      | Судија                 |
| ----------- | ---------------------- |
| Данска      | Ким Милтон Нилсен      |
| Енглеска    | Мајк Рајли             |
| Француска   | Жил Вајсер             |
| Немачка     | Маркус Мерк            |
| Италија     | Пјерлуиђи Колина       |
| Норвешка    | Терје Хауге            |
| Португалија | Лусилио Батиста        |
| Русија      | Валентин Иванов        |
| Словачка    | Лубош Мичел            |
| Шпанија     | Мануел Мејуто Гонзалез |
| Шведска     | Андерс Фриск           |
| Швајцарска  | Урс Мејер              |

## Такмичење по групама
| Група А Група Б | Група Ц Група Д |

### Група А
|    | Табела групе А | И | П | Н | И | ДГ | ПГ | ГР | Бод. |
| -- | -------------- | - | - | - | - | -- | -- | -- | ---- |
| 1. | Португал       | 3 | 2 | 0 | 1 | 4  | 2  | +2 | 6    |
| 2. | Грчка          | 3 | 1 | 1 | 1 | 4  | 4  | 0  | 4    |
| 3. | Шпанија        | 3 | 1 | 1 | 1 | 2  | 2  | 0  | 4    |
| 4. | Русија         | 3 | 1 | 0 | 2 | 2  | 4  | -2 | 3    |

| Португал      | 1 : 2    | Грчка                            |
| ------------- | -------- | -------------------------------- |
| Роналдо 90+3’ | Извештај | Карагунис 7’ · Басинас 51’ (пен) |

| Шпанија     | 1 : 0    | Русија |
| ----------- | -------- | ------ |
| Валерон 60’ | Извештај |        |

| Грчка         | 1 : 1    | Шпанија        |
| ------------- | -------- | -------------- |
| Харистеас 66’ | Извештај | Моријентес 28’ |

| Русија | 0 : 2    | Португал                  |
| ------ | -------- | ------------------------- |
|        | Извештај | Маниче 7’ · Руи Коста 89’ |

| Шпанија | 0 : 1    | Португал       |
| ------- | -------- | -------------- |
|         | Извештај | Нуно Гомеш 57’ |

| Русија                    | 2 : 1    | Грчка      |
| ------------------------- | -------- | ---------- |
| Кириченко 2’ · Буљкин 17’ | Извештај | Вризас 43’ |

### Група Б
|    | Табела групе Б | И | П | Н | И | ДГ | ПГ | ГР | Бод. |
| -- | -------------- | - | - | - | - | -- | -- | -- | ---- |
| 1. | Француска      | 3 | 2 | 1 | 0 | 7  | 4  | +3 | 7    |
| 2. | Енглеска       | 3 | 2 | 0 | 1 | 8  | 4  | +4 | 6    |
| 3. | Хрватска       | 3 | 0 | 2 | 1 | 4  | 6  | -2 | 2    |
| 4. | Швајцарска     | 3 | 0 | 1 | 2 | 1  | 6  | -5 | 1    |

| Швајцарска | 0 : 0    | Хрватска |
| ---------- | -------- | -------- |
|            | Извештај |          |

| Француска                | 2 : 1    | Енглеска    |
| ------------------------ | -------- | ----------- |
| Зидан 90+1’ 90+3’ (пен.) | Извештај | Лампард 38’ |

| Енглеска                  | 3 : 0    | Швајцарска |
| ------------------------- | -------- | ---------- |
| Руни 23’ 75’ · Џерард 82’ | Извештај |            |

| Хрватска                     | 2 : 2    | Француска                    |
| ---------------------------- | -------- | ---------------------------- |
| Рапаић 48’ (пен.) · Пршо 52’ | Извештај | Тудор 22’ (аг) · Трезеге 64’ |

| Хрватска             | 2 : 4    | Енглеска                                 |
| -------------------- | -------- | ---------------------------------------- |
| Ковач 5’ · Тудор 73’ | Извештај | Сколс 40’ · Руни 45+1’ 68’ · Лампард 79’ |

| Швајцарска    | 1 : 3    | Француска                |
| ------------- | -------- | ------------------------ |
| Вонлантен 26’ | Извештај | Зидан 20’ · Анри 76’ 84’ |

### Група Ц
|    | Табела групе Ц | И | П | Н | И | ДГ | ПГ | ГР | Бод. |
| -- | -------------- | - | - | - | - | -- | -- | -- | ---- |
| 1. | Шведска        | 3 | 1 | 2 | 0 | 8  | 3  | +5 | 5    |
| 2. | Данска         | 3 | 1 | 2 | 0 | 4  | 2  | +2 | 5    |
| 3. | Италија        | 3 | 1 | 2 | 0 | 3  | 2  | +1 | 5    |
| 4. | Бугарска       | 3 | 0 | 0 | 3 | 1  | 9  | -8 | 0    |

| Данска | 0 : 0    | Италија |
| ------ | -------- | ------- |
|        | Извештај |         |

| Шведска                                                             | 5 : 0    | Бугарска |
| ------------------------------------------------------------------- | -------- | -------- |
| Јунгберг 32’ · Ларсон 57’, 58’ · Ибрахимовић 78’ (пен.) · Албек 90’ | Извештај |          |

| Бугарска | 0 : 2    | Данска                       |
| -------- | -------- | ---------------------------- |
|          | Извештај | Томасон 44’ · Гронкјер 90+2’ |

| Италија    | 1 : 1    | Шведска         |
| ---------- | -------- | --------------- |
| Касано 37’ | Извештај | Ибрахимовић 85’ |

| Италија                   | 2 : 1    | Бугарска             |
| ------------------------- | -------- | -------------------- |
| Перота 48’ · Касано 90+4’ | Извештај | М. Петров 45’ (пен.) |

| Данска           | 2 : 2    | Шведска                        |
| ---------------- | -------- | ------------------------------ |
| Томасон 28’, 66’ | Извештај | Ларсон 47’ (пен.) · Јонсон 89’ |

### Група Д
|    | Табела групе Д | И | П | Н | И | ДГ | ПГ | ГР | Бод. |
| -- | -------------- | - | - | - | - | -- | -- | -- | ---- |
| 1. | Чешка          | 3 | 3 | 0 | 0 | 7  | 4  | +3 | 9    |
| 2. | Холандија      | 3 | 1 | 1 | 1 | 6  | 4  | +2 | 4    |
| 3. | Немачка        | 3 | 0 | 2 | 1 | 2  | 3  | -1 | 2    |
| 4. | Летонија       | 3 | 0 | 1 | 2 | 1  | 5  | -4 | 1    |

| Чешка                 | 2 : 1    | Летонија         |
| --------------------- | -------- | ---------------- |
| Барош 73’ · Хајнц 85’ | Извештај | Верпаковскис 45’ |

| Немачка    | 1 : 1    | Холандија         |
| ---------- | -------- | ----------------- |
| Фрингс 30’ | Извештај | ван Нистелрој 81’ |

| Летонија | 0 : 0    | Немачка |
| -------- | -------- | ------- |
|          | Извештај |         |

| Холандија                    | 2 : 3    | Чешка                              |
| ---------------------------- | -------- | ---------------------------------- |
| Баума 4’ · ван Нистелрој 19’ | Извештај | Колер 23’ · Барош 71’ · Шмицер 88’ |

| Холандија                                 | 3 : 0    | Летонија |
| ----------------------------------------- | -------- | -------- |
| ван Нистелрој 27’ (пен.), 35’ · Макај 84’ | Извештај |          |

| Немачка   | 1 : 2    | Чешка                 |
| --------- | -------- | --------------------- |
| Балак 21’ | Извештај | Хајнц 30’ · Барош 77’ |

## Елиминациона фаза
|  | Четвртфинале      | Четвртфинале   |                   |       | Полуфинале | Полуфинале |  |  | Финале | Финале |
|  |                   |                |                   |       |            |            |  |  |        |        |
|  | 24. јун - Лисабон |                |                   |       |            |            |  |  |        |        |
|  |                   |                |                   |       |            |            |  |  |        |        |
|  | Португал (пен.)   | 2 (6)          |                   |       |            |            |  |  |        |        |
|  | Португал (пен.)   | 2 (6)          | 30. јун - Лисабон |       |            |            |  |  |        |        |
|  | Енглеска          | 2 (5)          |                   |       |            |            |  |  |        |        |
|  | Енглеска          | 2 (5)          | Португал          | 2     |            |            |  |  |        |        |
|  | 26. јун - Фаро    |                | Португал          | 2     |            |            |  |  |        |        |
|  |                   | Холандија      | 1                 |       |            |            |  |  |        |        |
|  | Шведска           | Холандија      | 1                 | 0 (4) |            |            |  |  |        |        |
|  | Шведска           |                | 4. јул - Лисабон  | 0 (4) |            |            |  |  |        |        |
|  | Холандија (пен.)  | 0 (5)          |                   |       |            |            |  |  |        |        |
|  | Холандија (пен.)  | 0 (5)          | Португал          | 0     |            |            |  |  |        |        |
|  | 25. јун - Лисабон |                | Португал          | 0     |            |            |  |  |        |        |
|  |                   | Грчка          | 1                 |       |            |            |  |  |        |        |
|  | Француска         | Грчка          | 1                 | 0     |            |            |  |  |        |        |
|  | Француска         | 1. јул - Порто |                   | 0     |            |            |  |  |        |        |
|  | Грчка             | 1              |                   |       |            |            |  |  |        |        |
|  | Грчка             | 1              | Грчка (п. пр.)    | 1     |            |            |  |  |        |        |
|  | 27. јун - Порто   |                | Грчка (п. пр.)    | 1     |            |            |  |  |        |        |
|  |                   | Чешка          | 0                 |       |            |            |  |  |        |        |
|  | Чешка             | Чешка          | 0                 | 3     |            |            |  |  |        |        |
|  | Чешка             |                |                   | 3     |            |            |  |  |        |        |
|  | Данска            | 0              |                   |       |            |            |  |  |        |        |
|  | Данска            | 0              |                   |       |            |            |  |  |        |        |

### Четвртфинале
| Португал                                                     | 2 : 2 (про) | Енглеска                                               |
| ------------------------------------------------------------ | ----------- | ------------------------------------------------------ |
| Поштига 83’ · Руи Коста 110’                                 | извештај    | Овен 3’ · Лампард 115’                                 |
| Пенали                                                       |             |                                                        |
| Деко · Саброса · Коста · Роналдо · Маниш · Постига · Рикардо | 6:5         | Бекам · Овен · Лампард · Тери · Харгривс · Кол · Васел |

| Француска | 0 : 1    | Грчка         |
| --------- | -------- | ------------- |
|           | извештај | Харистеас 65’ |

| Шведска                                                           | 0 : 0 (про) | Холандија                                                  |
| ----------------------------------------------------------------- | ----------- | ---------------------------------------------------------- |
|                                                                   | извештај    |                                                            |
| Пенали                                                            |             |                                                            |
| Калстром · Ларсон · Ибрахимовић · Љунгберг · Вилхелмсон · Мелберг | 4:5         | ван Нистелрој · Хеитинга · Реизигер · Коку · Макај · Робен |

| Чешка                      | 3 : 0    | Данска |
| -------------------------- | -------- | ------ |
| Колер 49’ · Барош 63’, 65’ | извештај |        |

### Полуфинале
| Португал                            | 2 : 1    | Холандија         |
| ----------------------------------- | -------- | ----------------- |
| Кристијано Роналдо 26’ · Манише 58’ | извештај | Андраде 63’ (аг.) |

| Грчка      | 1 : 0 (про) | Чешка |
| ---------- | ----------- | ----- |
| Делас 105' | извештај    |       |

### Финале
| Португал | 0 : 1    | Грчка         |
| -------- | -------- | ------------- |
|          | Извештај | Харистеас 57’ |

| Победник Европског првенства у фудбалу 2004. |
| Грчка Прва титула                            |

## Коначни пласман учесника
| 1. место 2. место 3. и 4. место | Од 5. до 8. места Од 9. до 16. места |

| Поз                        | Тим        | Г | ИГ | П | Н | И | ГД | ГП | ГР | Бод. |
| -------------------------- | ---------- | - | -- | - | - | - | -- | -- | -- | ---- |
| Финале                     |            |   |    |   |   |   |    |    |    |      |
| 1                          | Грчка      | А | 6  | 4 | 1 | 1 | 7  | 4  | +3 | 13   |
| 2                          | Португал   | А | 6  | 3 | 1 | 2 | 8  | 6  | +2 | 10   |
| Елиминисани у полуфиналу   |            |   |    |   |   |   |    |    |    |      |
| 3                          | Чешка      | Д | 5  | 4 | 0 | 1 | 10 | 5  | +5 | 12   |
| 4                          | Холандија  | Д | 5  | 1 | 2 | 2 | 7  | 6  | +1 | 5    |
| Елиминисани у четвртфиналу |            |   |    |   |   |   |    |    |    |      |
| 5                          | Енглеска   | Б | 4  | 2 | 1 | 1 | 10 | 6  | +4 | 7    |
| 6                          | Француска  | Б | 4  | 2 | 1 | 1 | 7  | 5  | +2 | 7    |
| 7                          | Шведска    | Ц | 4  | 1 | 3 | 0 | 8  | 3  | +6 | 6    |
| 8                          | Данска     | Ц | 4  | 1 | 2 | 1 | 4  | 5  | -1 | 5    |
| Елиминисани у групној фази |            |   |    |   |   |   |    |    |    |      |
| 9                          | Италија    | Ц | 3  | 1 | 2 | 0 | 3  | 2  | +1 | 5    |
| 10                         | Шпанија    | А | 3  | 1 | 1 | 1 | 2  | 2  | 0  | 4    |
| 11                         | Русија     | А | 3  | 1 | 0 | 2 | 2  | 4  | -2 | 3    |
| 12                         | Немачка    | Д | 3  | 0 | 2 | 1 | 2  | 3  | −1 | 2    |
| 13                         | Хрватска   | Б | 3  | 0 | 2 | 1 | 4  | 6  | −2 | 2    |
| 14                         | Летонија   | Д | 3  | 0 | 1 | 2 | 1  | 5  | -4 | 1    |
| 15                         | Швајцарска | Б | 3  | 0 | 1 | 2 | 1  | 6  | −5 | 1    |
| 16                         | Бугарска   | Ц | 3  | 0 | 0 | 3 | 1  | 9  | −8 | 0    |

## Статистика
На турниру је дато 77 голова у 31 одиграних утакмица што износи 2.48 гола по утакмици.

### Листа стрелаца
5 голова
- Милан Барош

4 гола
- Вејн Руни
- Руд ван Нистелрој

3 гола
| - Јон Дал Томасон - Франк Лампард | - Зинедин Зидан - Ангелос Харистеас | - Хенрик Ларсон |

2 гола
| - Марек Хајнц - Јан Колер - Тијери Анри | - Антонио Касано - Руи Коста - Манише | - Кристијано Роналдо - Златан Ибрахимовић |

1 гол
| - Мартин Петров - Нико Ковач - Дадо Пршо - Милан Рапаић - Игор Тудор - Владимир Шмицер - Јеспер Гронкјер - Стивен Џерард - Мајкл Овен - Пол Сколс - Давид Трезеге | - Михаел Балак - Торстен Фрингс - Ангелос Басинас - Трајанос Делас - Јоргос Карагунис - Зисис Вризас - Симоне Перота - Марис Верпаковскис - Вилфред Баума - Рој Макај | - Нуно Гомеш - Елдер Постига - Дмитри Буликин - Дмитри Кириченко - Фернандо Моријентес - Хуан Карлос Валерон - Маркус Албек - Матијас Јонсон - Фредрик Јунгберг - Јохан Вонлантен |

аутоголови
- Игор Тудор (играјући против Француске)
- Жорже Андраде (играјући против Холандије)

### Награде
УЕФА Тим првенства.
| Голман                       | Одбрана                                                                                             | Везни ред                                                                                 | Нападачи                                                                                                   |
| Петр Чех Андонис Никополидис | Сол Кемпбел Рикардо Карваљо Ешли Кол Трајанос Делас Олоф Мелберг Јоргос Сеитаридис Ђанлука Замброта | Михаел Балак Луис Фиго Франк Лампард Манише Павел Недвед Теодорос Загоракис Зинедин Зидан | Милан Барош Ангелос Харистеас Хенрик Ларсон Руд ван Нистелрој Кристијано Роналдо Вејн Руни Јон Дал Томасон |